# بیس(تری‌فنیل‌فسفین)پالادیوم کلرید
بیس(تری‌فنیل‌فسفین)پالادیوم کلرید(به انگلیسی: Bis(triphenylphosphine)palladium chloride) یک ترکیب کمپلکسی شامل فلز مرکزی پالادیوم، دو تری‌فنیل‌فسفین و دو لیگاند کلرید است. این ماده به صورت جامد زرد رنگ است که در بعضی از حلال‌های آلی محلول است. این ماده برای واکنش‌های جفت‌شدن کاتالیز شده به وسیله پالادیم مانند واکنش سونوگاشیرا-هاگیهارا استفاده می‌شود. این مولکول دارای ساختار مسطح مربعی است . هر دو ایزومر سیس و ترانس این ساختار شناخته شده هستند، اما ایزومر سیس آن متداول‌تر است. 

## آماده سازی و واکنش‌ها
این ترکیب با واکنش بین پالادیوم(II) کلرید با تری فنیل فسفین تهیه شود:
PdCl2 + 2 PPh3 → PdCl2(PPh3)2
پس از کاهش با هیدرازین در حضور تری‌فنیل‌فسفین اضافی، این کمپلکس به تتراکیس (تری فنیل فسفین) پالادیوم (Pd(PPh3)4) تبدیل می‌شود:
PdCl2(PPh3)2 + 2 PPh3 + 2.5 N2H4 → Pd(PPh3)4 + 0.5 N2 + 2 N2H5+Cl−